# Nux Nemo
Nux Nemo was een Belgisch New Beat-project rond Jo Bogaert. 

## Historiek
De formatie bracht in 1987 met China Town de eerste New Beat-full-lp uit, en haalde met de single Hiroshima datzelfde jaar de BRT Top 30. Voor deze releases liet Bogaert zich inspireren door de Duitse ‘Frankfurter Sound’ van Off en 16 Bit én de AB Sound waarmee hij kennis maakte in de Carrera in Destelbergen. Twee singles behaalde de Ultratop, met name China Town (vier weken, binnenkomst op 7 november 1987 en piekte op de 32e plaats) en Asian Fair (drie weken, binnenkomst op 18 juni 1988 en piekte op de 27e plaats).

## Discografie[4]

### Singles
- Hiroshima (1987)
- China Town (1987)
- Asian Fair (1988)
- I Feel it (1992)
- Magnum Mix

### Albums
- China Town ('87)